# Медвянчик західний

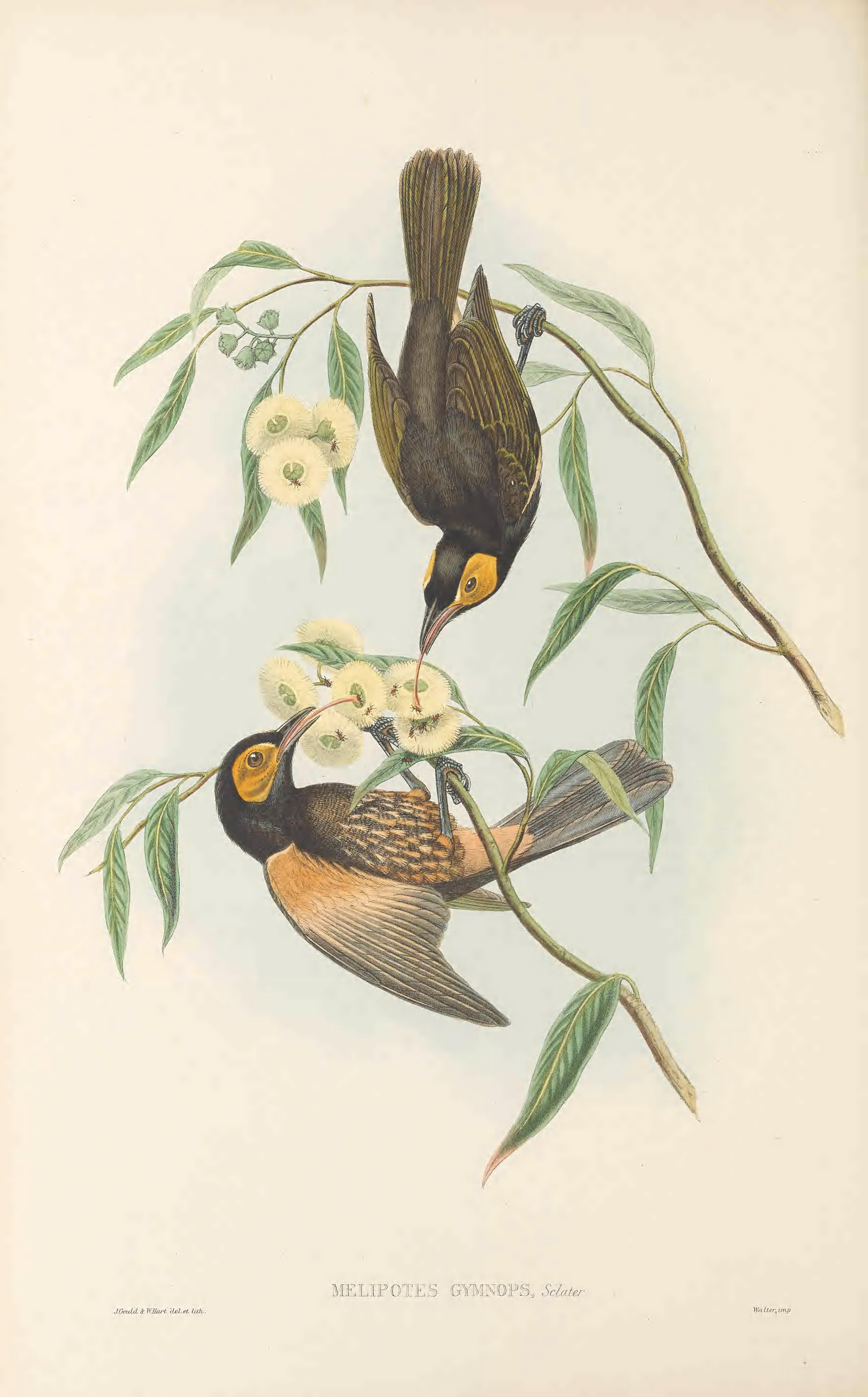
Західні медвянчики

Медвя́нчик західний (Melipotes gymnops) — вид горобцеподібних птахів родини медолюбових (Meliphagidae). Ендемік Індонезії.

## Поширення і екологія
Західні медвянчики є ендеміками провінції Західне Папуа. Вони живуть у вологих гірських тропічних лісах в горах Арфак, Тамрау і Вандаммен на заході Нової Гвінеї. Зустрічаються на висоті від 1200 до 2700 м над рівнем моря.